# 21516 Mariagodinez
21516 Mariagodinez è un asteroide della fascia principale. Scoperto nel 1998, presenta un'orbita caratterizzata da un semiasse maggiore pari a 2,5436368 UA e da un'eccentricità di 0,1876971, inclinata di 10,95702° rispetto all'eclittica.